# Куптієвська Бела Наумівна
Куптієвська Бела Наумівна — український кінооператор.
Народилася 31 грудня 1919 року в Києві в родині службовців. Навчалась у Київському індустріальному інституті (1939—1941). Працювала освітлювачем Куйбишевської студії хроніки. З 1944 року — оператор «Укркінохроніки».
Зняла стрічки: «Село як село» (1961), «Кубок у Києві» (1964), «День Перемоги» (1965), «Для тебе, людино» (1966), «Добра і правди син», «Картопля на Поліссі», «Іван Нечуй-Левицький», «51-й Жовтень» (1968), «Троянський кінь» (1971), «Упирі», «Останні сторінки» (1972), «Генерал Сабуров» (1978), «Культура торговельного обслуговування покупців», «Точка зору» (1980), «Піонерія Країни Рад» (1981), «Первісток п'ятирічки» (1981, у співавт.) та ін.
Багато працювала у кіножурналах: «Радянська Україна», «Молодь України», «Піонерія», «Радянський спорт», «Україна сьогодні» тощо. Нагороджена дипломом зонального огляду (Ленінград, 1966) за сюжети до кіножурналів, медалями. Виїхала з України.
Була членом Спілки кінематографістів України.